# AK-230艦炮

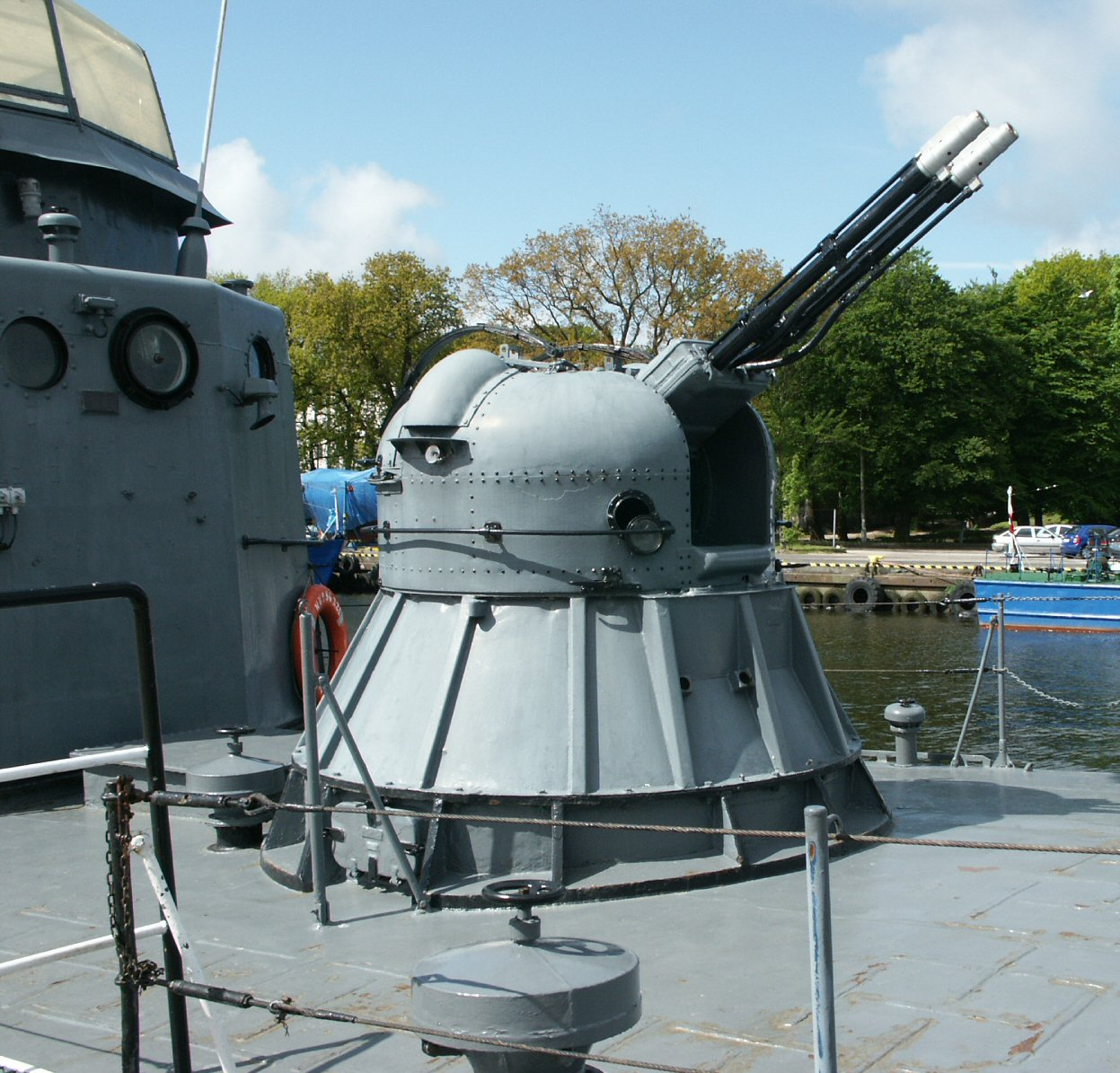
安裝於波蘭「ORP Fala」巡邏挺上的AK-230 艦砲

AK-230 是俄國製全自動雙管 30 mm 海軍對空艦砲。 安裝在封閉式雷達導控的全自動炮塔內。AK-230 在同級30 mm 海軍對空艦砲中是最受歡迎的，大、小型艦艇均適用。俄國大約製造了1450 門，中國仿造了300 門，稱為69式。1970年代後期由AK-630艦砲取代。

## 歷史
研發開始於1950年代，俄國嘗試發展一型能搭載於「Osa」級快速攻擊飛彈快艇與「Shersha」級魚雷艇上的快速火炮。AK-230於1969年正式開始服役。

## 簡介
AK-230是由兩門NN-30 30 mm 水冷四膛轉輪快炮安裝在封閉式鋼質铆製炮塔內組成。炮管長1930 mm，總長2670 mm。遙控操作，通常是由「Drum Tilt」或是「Muff Cobb」雷達透過火控系統操作。

## 彈藥
AK-230 使用特別發展的電擊發 30x210B 30mm 彈藥，有高爆與穿甲兩種不同型式可供選擇，中國的69式僅使用自製的高爆彈藥。
| 種 類              | HE             | AP-T      |
| 名 稱              | OF-83D         | BR-83     |
| 重 量              |                |           |
| 總 重              | 1.13 kg        | 1.12 kg   |
| 彈 頭 重           | 0.354 kg       | 0.360 kg  |
| 內含炸藥重量與種類 | 30 g of A-IX-2 | -         |
| 初 速              | 1,050 m/s      | 1,050 m/s |

## 衍生型
- AK-230 A 式 - 使用 220 V DC 電源。
- AK-230 B 式 - 使用 380 V AC 電源。
- AK-230M - 低磁性，供掃雷艇使用 (380 V AC)。
- 69式 - 中國仿造，重 3,600 kg. 彈殼排出於炮塔外。迴轉較快— 50 度／秒。